# Estación de Carlet
Carlet es una estación de la línea 1 de Metrovalencia. Se encuentra al oeste de la localidad de Carlet, en la calle Salvador Allende. Consiste en un edificio en ladrillo visto con bandas de diferente coloración, de dos plantas, en el que se encuentra la taquilla para la venta de billetes. Este edificio da acceso a las vías, que se encuentran al aire libre. En los andenes hay instaladas unas cubiertas metálicas y unos bancos.
Es Bien de Relevancia Local con identificador número 46.20.085-011. Se construyó en 1925 y es de estilo modernista. El proyecto es obra del arquitecto Francisco Mora Berenguer. El edificio se compone de dos cuerpos principales. Por un lado, está la sala de espera, cobierta con tejado a dos aguas, y la torre de planta cuadrada. Por el otro, hay un cuerpo de menor altura. En la torre y en el lateral se encuentran paneles cerámicos con el nombre de la ciudad y la fecha de edificación. Por su estilo guarda similitudes con la estación de Campament (en Paterna), edificada en la misma época.
La torre tiene unas ventanas que recuerdan el estilo árabe y está rematada por un almenado neomudéjar.
La estación sustituyó a una anterior construida en 1892, cuando se puso en servicio la vía.
Del 30 de octubre de 2024 al 26 de junio de 2025, a consecuencia de las graves inundaciones acontecidas en la provincia de Valencia, la estación permaneció cerrada. Se habilitaron servicios alternativos de autobuses con parada en las estaciones afectadas.